# Александракис, Александрос
Александрос Александракис (греч. Αλέξανδρος Δ. Αλεξανδράκης; 1913, Афины — 1968, там же) — греческий художник, более всего известный своими динамичными картинами греко-итальянской войны 1940 г. (итало-греческая война).

## Биография
Александракис родился в Афинах в 1913 году. Его художественный дар проявился ещё в детстве и уже в возрасте 17 лет он участвовал с 23 работами в групповой выставке, организованной Христианским молодёжным братством (ΧΑΝ). Поступив в Афинскую (высшую) школу изящных искусств, Александракис учился живописи у художников Спиридона Викатоса и Умвертоса Аргироса. Позже он посещал классы гравера Янниса Кефаллиноса. Александракис окончил школу в 1937 году и сразу по окончании принимал участие в различных выставках. С началом греко-итальянской войны 28 октября 1940 года, Александракис и 5 его братьев были мобилизованы и посланы на греко-албанскую границу, в Эпир. Воюя в заснеженных горах Пинд в звании капрала артиллерии, Александракис отобразил свои впечатления в ряде рисунков и картин, получивших широкую известность. Многие из его картин были использованы в афишах.
В 1968 году около 100 работ Александракиса вошли в его альбом, вышедший под заголовком «Так мы воевали». После войны темой многих его картин стало обнажённое человеческое тело.
В 1958 году ему была поручена иллюстрация учебника 5-го класса начальной школы. Александракис стал известен и за пределами Греции, и начал сотрудничество с музеем Соломона Гуггенхайма и с библиотекой Сената США. Умер Александракис в 1968 году в Афинах в возрасте 55 лет. В 1980 году Национальная галерея Греции организовала выставку—ретроспективу работ Александракиса. Выставки работ художника были организованы также лондонской галереей «К» в 1998 и 2005 годах и в Никосии (Кипр) в 1999 году.